# Green-Island-Nationalpark
Der Green-Island-Nationalpark (engl.: Green Island National Park) ist ein Nationalpark im Nordosten des australischen Bundesstaates Queensland.

## Lage
Er liegt 1394 Kilometer nordwestlich von Brisbane und 27 Kilometer vor der Küste von Cairns.
In der Nachbarschaft liegen die Nationalparks Michaelmas und Upolu Cays und Fitzroy Island.

## Geschichte
Der örtliche Aboriginesstamm der Gungganyji nutzte die Insel als Ort für Initiationsriten. Seit über 100 Jahren ist sie bereits als Touristenziel beliebt. 1937 wurde sie zum Nationalpark erklärt. 1974 wurde um die Insel ein Marine Park errichtet und seit 1981 ist sie Teil des Weltnaturerbes Great Barrier Reef.

## Landesnatur
Green Island ist eine 7,93 Hektar große Koralleninsel im Great Barrier Reef, die sich in Tausenden von Jahren auf der strömungsabgewandten Seite eines Plattformriffs aus der Ablagerung abgestorbener Korallen aufgebaut hat. Sie zählt zu den meistbesuchten in diesem Weltnaturerbe.

## Flora und Fauna
Die Insel ist mit tropischem Regenwald bewachsen. Besonders viele Vogel- und Insektenarten kann man dort finden. Um die Insel, auf dem Riff, gibt es viele Korallen, Muscheln, Fische, Stachelrochen und anderes Meeresgetier. Suppenschildkröten und Karettschildkröten kann man vor den Stränden der Insel sehen. Mehr als 60 Vogelarten sind auf Green Island heimisch.

## Einrichtungen
Das Zelten ist auf der Insel nicht gestattet. Es wurde jedoch ein kleines Luxus-Ressort gebaut, das täglich von Fähren angefahren wird. Auf der Insel gibt es einen 1,3 Kilometer langen, befestigten Wanderweg, verschiedene Picknickplätze, Telefone und Toiletten.